# Benjamin Leigh Smith

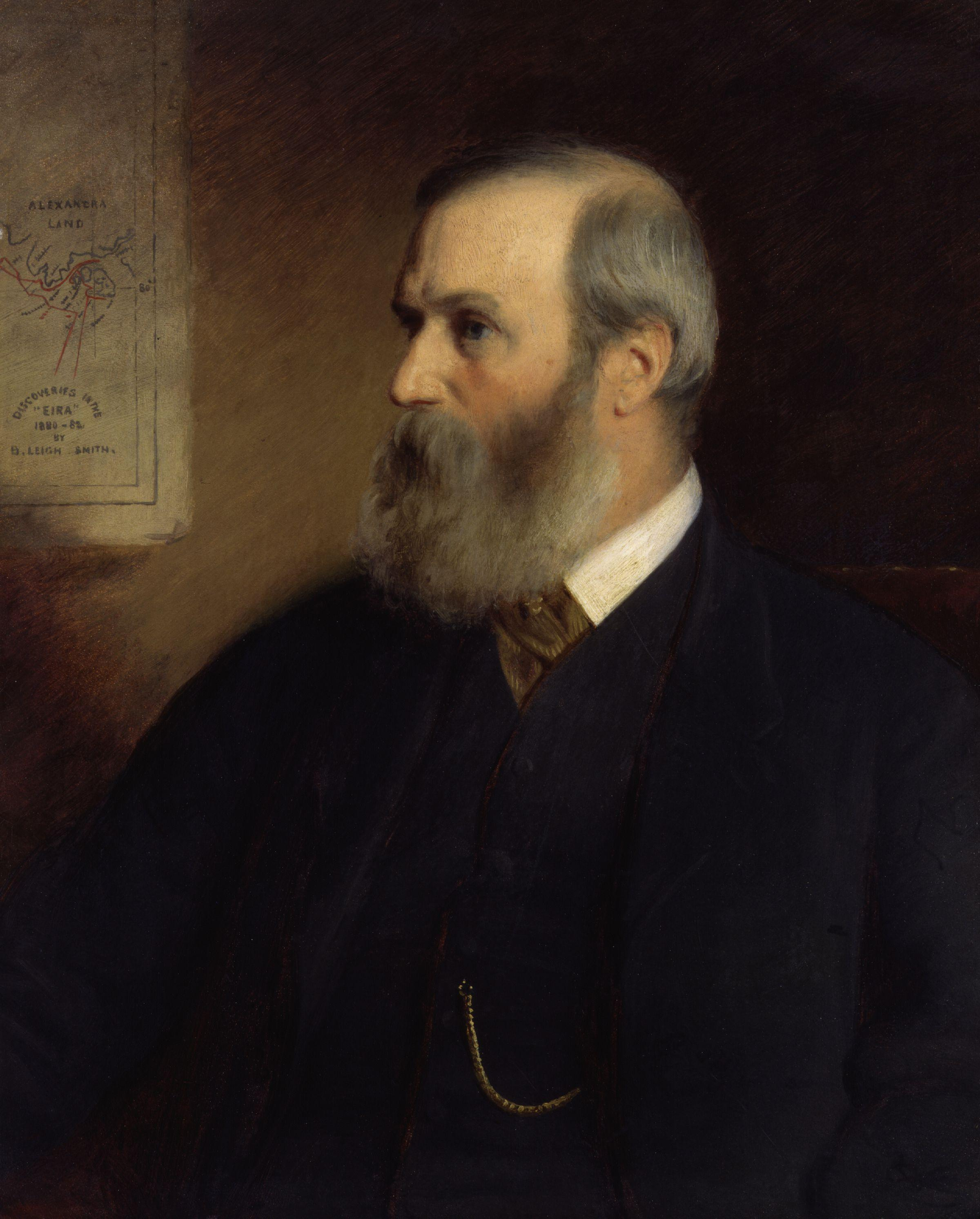
Stephen Pearce: Benjamin Leigh Smith, 1886

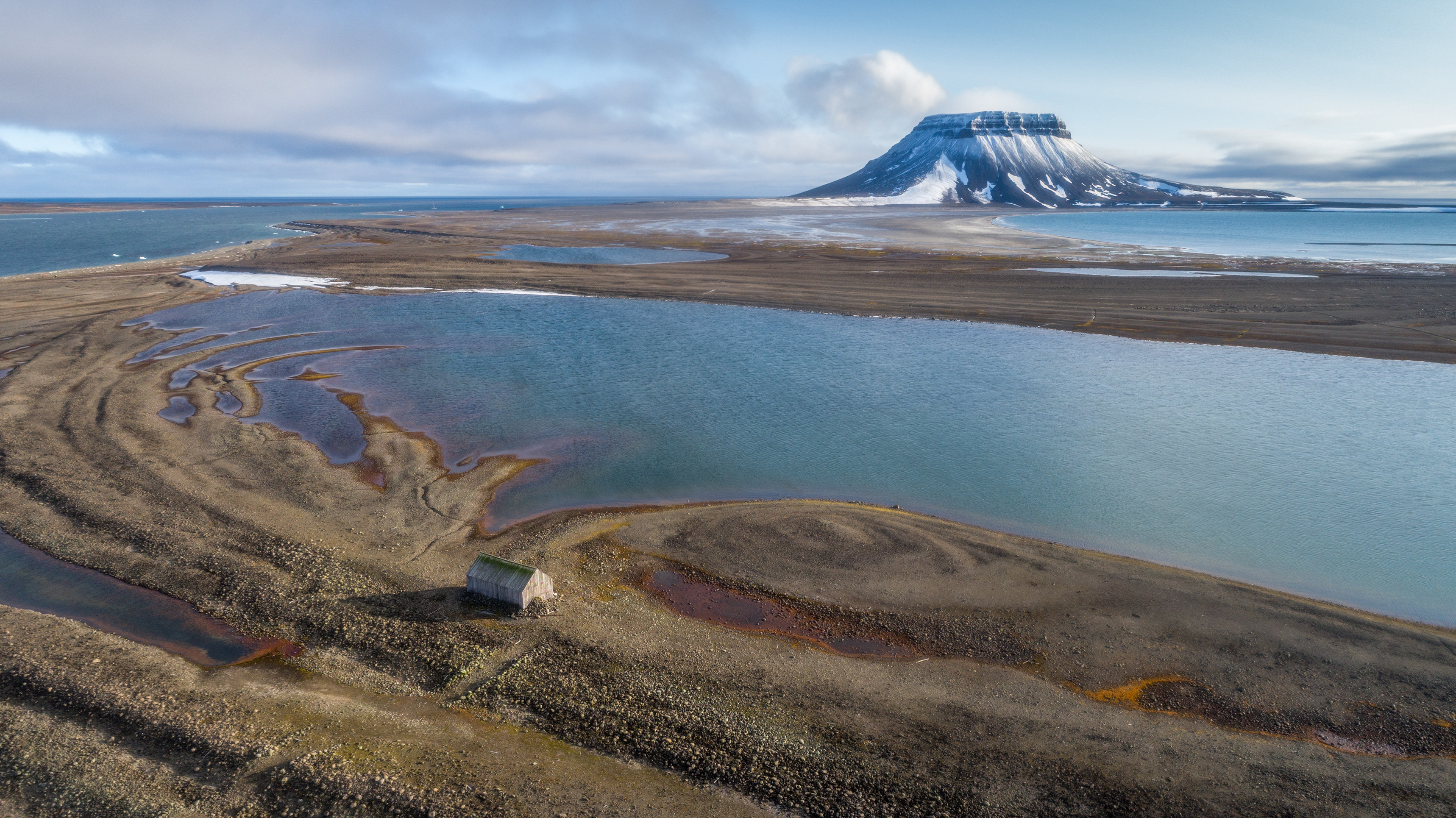
Die Eira Lodge auf der Bell-Insel

Benjamin Leigh Smith (* 12. März 1828 in Whatlington, Sussex; † 4. Januar 1913 in Hampstead) war ein britischer Polarforscher.
Smith entstammte einer wohlhabenden liberalen Familie. Er war der außereheliche vierte Sohn des Whig-Politikers Benjamin Leigh Smith (1783–1860) und der Modistin Anne Longden (1801–1834). Seine ältere Schwester Barbara Leigh Smith Bodichon war eine führende viktorianische Frauenrechtlerin.
Leigh Smith studierte am Jesus College in Cambridge und schloss sein Studium 1857 mit dem Master-Titel ab. Er war nun berechtigt als Rechtsanwalt zu arbeiten, übte diesen Beruf aber nie aus. Er beschäftigte sich hauptsächlich mit Naturwissenschaften und rüstete 1871 eine geografische und ozeanographische Expedition mit dem eisverstärkten Zweimastsegler Samson nach der Nordküste Spitzbergens aus. Mit Hilfe des norwegischen Eispiloten Andreas Ulve (1833–1896) gelang es ihm, die gesamte Nordküste der Inselgruppe bis zum heute nach ihm benannten Kap Leigh Smith im Osten von Nordostland zu befahren. Er kartierte mehrere kleine Inseln und führte eine Reihe von Temperaturmessungen des Meerwassers in verschiedenen Tiefen durch.
Am 13. Mai 1872 brach er zu seiner zweiten Arktisreise auf. Er untersuchte mehrere Vulkankrater auf Jan Mayen, bevor er sich erneut in den Norden Spitzbergens begab. Die Eisverhältnisse waren schlechter als im Jahr zuvor, und die Samson wurde im Wijdefjorden beschädigt, so dass Leigh Smith gezwungen war, frühzeitig nach England zurückzukehren. So entging er dem Schicksal von 57 norwegischen Robbenfängern, die im Herbst am Ausgang des Wijdefjorden mit ihren sechs Schiffen vom Eis eingeschlossen wurden. 17 von ihnen starben, als sie versuchten, im Svenskhuset am Kap Thordsen zu überwintern.
1873 hatte er zusätzlich zur Samson das Dampfschiff Diana gechartert. Er wollte Spitzbergen mit beiden Schiffen umrunden und das noch wenig erforschte König-Karl-Land erreichen, musste aber am Kap Platen im Norden von Nordostland umkehren. Dadurch, dass er den finnlandschwedischen Polarforscher Adolf Erik Nordenskiöld, der an der Mosselbukta überwintert hatte, mit frischen Lebensmitteln versorgte, rettete er das Leben mehrerer an Skorbut erkrankter Teilnehmer der schwedischen Expedition.
1880 fuhr Leigh Smith, diesmal mit der Eira, erneut nach Jan Mayen und Spitzbergen. Die Eisverhältnisse erlaubten diesmal kein Vordringen an die Nordküste. So besuchte er Amsterdamøya und den Magdalenefjorden und passierte am 31. Juli 1880 das Südkap Spitzbergens Richtung Osten. Am 14. August erreichte die Eira Franz-Josef-Land, wo Leigh Smith zunächst auf der kleinen May-Insel landete. Es war das erste Mal seit der Österreichisch-Ungarischen Nordpolexpedition, dass wieder eine Expedition eine Insel Franz-Josef-Lands betrat. Leigh Smith benannte und kartierte anschließend die Northbrook-Insel mit Kap Flora, die später Ausgangspunkt mehrerer Arktis-Expeditionen war. Als das Schiff den Archipel verließ, war der Verlauf von 176 km bis dahin unbekannter Küste der Inseln McClintock, May, Hooker, Etheridge, Bell, Mabel, Bruce und Northbrook aufgenommen. Die Royal Geographical Society verlieh ihm daraufhin die Patron’s Gold Medal des Jahres 1881 „für wichtige Entdeckungen entlang der Küste Franz-Josef-Lands“.
1881 kehrte Leigh Smith mit der Eira nach Franz-Josef-Land zurück. Eines der Ziele war, nach der verschollenen Jeanette von George Washington DeLong Ausschau zu halten. Die Eira geriet am 21. August vor Kap Flora zwischen ein starkes Treibeisfeld und das küstennahe Festeis und wurde dabei so stark beschädigt, dass sie sank. Die Mannschaft war aber in der Lage, einen Teil der Ladung, darunter vier Boote, zu bergen und sich auf die Northbrook-Insel zu retten. Sie errichtete ein provisorisches Haus und ergänzte den knappen Proviant mit dem Fleisch gejagter Eisbären und Walrosse. Im Juli 1882 ruderten die Männer in den Booten 800 km nach Nowaja Semlja, wo sie auf die Willem Barents trafen. Leigh Smith kehrte auf der von Allen Young (1827–1915) befehligten Hope nach Schottland zurück, die ausgeschickt worden war, um nach der vermissten Expedition zu suchen. Während seiner Überwinterung hatte Leigh Smith nicht einen Mann verloren.
Im Alter von 59 Jahren heiratete Benjamin Leigh Smith die mehr als dreißig Jahre jüngere Charlotte Seller. Ihr Sohn Philip Leigh Smith (1892–1967) heiratete 1933 Alice Prebil (1907–1987), eine Schülerin von Marie Curie und die erste britische Frau mit einem Doktortitel in Kernphysik.
Leigh Smith veröffentlichte keine Einzelheiten seiner wissenschaftlichen Arbeiten. Er schrieb auch keine Reiseberichte oder Memoiren. So war er schon weitgehend vergessen, als er 1913 starb.
Im Archipel Franz-Josef-Land sind die Leigh-Smith-Insel sowie die Leigh-Smith-Straße zwischen Prinz-Georg-Land und Arthur-Insel nach ihm benannt. Er ist darüber hinaus Namensgeber für das Kap Leigh Smith und den benachbarten Gletscher Leighbreen der Insel Nordostland (Spitzbergen).